# Nikola Sibiak
Nikola Sibiak (ur. 21 czerwca 2000) – polska zawodowa kolarka torowa. Mistrzyni Polski w keirinie (2020 i 2021) i w sprincie drużynowym kobiet (2019, 2020, 2021 i 2022).

## Życiorys
Pochodzi z Darłowa. Jest zawodniczką Klubu Kolarskiego Ziemia Darłowska.

### Kariera sportowa
W lipcu 2017 brała udział w Mistrzostwach Europy Juniorów w kolarstwie torowym w portugalskiej Anadii oraz w Mistrzostwach Świata Juniorów we włoskim Montichiari.
W 2018 podczas Mistrzostw Świata Juniorów w Aigle w Szwajcarii zdobyła srebrny medal w keirinie oraz brązowe medale w sprincie indywidualnym i w sprincie drużynowym razem z Nikolą Seremak. W tym samym roku zdobyła dwa brązy: w sprincie indywidualnym i drużynowym (razem z Pauliną Petri) podczas Mistrzostw Europy Juniorów.
W 2019 w kategorii sprintu drużynowego została mistrzynią Polski oraz Mistrzynią Europy Juniorów (razem z Marleną Karwacką). W 2020 zdobyła srebrny medal w keirinie i brązowy w sprincie drużynowym podczas MEJ. Również w 2020 została Mistrzynią Polski w keirinie.
W 2021 podczas Mistrzostw Europy w Apeldoorn w Holandii zdobyła trzecie miejsce w sprincie drużynowym w kategorii do lat 23 razem z Nikolą Seremak i Pauliną Petri. W Pucharze Narodów w kolumbijskim Cali razem z Karwacką i Łoś stanęła na drugim miejscu podium w sprincie na dystansie 4 kilometrów. Podczas Mistrzostw Polski w Pruszkowie w październiku 2021 utrzymała tytuł Mistrzyni Polski w keirinie. W trakcie tych samych zawodów zdobyła także drugie miejsce w kategorii sprintu indywidualnego oraz złoto w sprincie drużynowym kobiet razem z Marleną Karwacką i Nikolą Nieruchalską.
W sierpniu 2022 zajęła trzecie miejsce w sprincie drużynowym podczas Mistrzostw Europejskich w Monachium w drużynie z Karwacką i Łoś. Podczas Mistrzostw Polski w Pruszkowie we wrześniu 2022 została Mistrzynią Polski w sprincie drużynowym razem z Marleną Karwacką, Natalią Nieruchalską i Sarą Prusińską.